# Meu Nome É Dindi
Meu Nome É Dindi é um filme brasileiro de 2007, do gênero drama, escrito e dirigido por Bruno Safadi. Conta com Djin Sganzerla como protagonista da história, dona de uma quitanda falida que luta para sobreviver.

## Produção
O filme foi inteiramente gravado em apenas uma semana, em 18 planos sequência, o que facilita a montagem do longa-metragem. O roteiro foi escrito entre os anos de 2004 e 2005 e foi o primeiro longa dirigido por Bruno Safadi.

## Sinopse
Dindi (Djin Sganzerla) é a jovem moradora do Rio de Janeiro, dona de uma quitanda à beira da falência que fica no centro da cidade. Lutando pela sua sobrevivência, ela é perseguida por uma agiota e por um misterioso senhor. Sua única esperança e ajuda é o seu namorado, um militar que pode mudar a vida dela.

## Elenco
- Djin Sganzerla ... Dindi[4]
- Gustavo Falcão ... Marcão
- Carlo Mossy ... Açougueiro
- Nildo Parente ... Palhaço Alegria
- Maria Gladys ... Dona Carmem
- Cláudio Mendes ... Claudio
- Maria Tereza Maron ... Renata
- Luis Igreja ... Luís

## Lançamento
Meu Nome É Dindi foi lançado comercialmente pela empresa Riofilme, em cinemas de dezoito cidades brasileiras e licenciado pela Elo Compamy, em um contrato anterior, para mais de 40 países.

## Prêmios e indicações
| Ano  | Associações                         | Categoria                                   | Nomeações      | Resultado | Ref.  |
| ---- | ----------------------------------- | ------------------------------------------- | -------------- | --------- | ----- |
| 2008 | Mostra de Cinema de Tiradentes      | Melhor Filme - Voto Oficial do Júri         | Bruno Safadi   | Venceu    | [ 2 ] |
| 2008 | Festival de Cinema e Vídeo de Natal | Melhor Atriz                                | Djin Sganzerla | Venceu    | [ 5 ] |
| 2009 | Prêmio APCA                         | Melhor Atriz em Papel Protagonista - Cinema | Djin Sganzerla | Venceu    | [ 6 ] |